# Chromonephthea hoeksemai
Chromonephthea hoeksemai är en korallart som beskrevs av van Ofwegen 2005. Chromonephthea hoeksemai ingår i släktet Chromonephthea och familjen Nephtheidae. Inga underarter finns listade i Catalogue of Life.